# NGC 5748
NGC 5748 é uma galáxia espiral (S) localizada na direcção da constelação de Boötes. Possui uma declinação de +21° 55' 00" e uma ascensão recta de 14 horas, 45 minutos e 05,0 segundos.
A galáxia NGC 5748 foi descoberta em 14 de Junho de 1882 por Édouard Jean-Marie Stephan.